# Skani
Ania Škrobonja (Rijeka, 9. kolovoza 1970.), poznata pod umjetničkim imenom Skani,  hrvatska je slikarica, kulturologinja i dizajnerica interijera. Za dugogodišnje humanitarno djelovanje, doprinos kulturi i edukaciju građana treće životne dobi nagrađena je Zlatnom plaketom Grb Grada Rijeke u 2022. godini.
Po struci je dizajnerica interijera i kulturologinja. Na njen izričaj utjecali su Nevenka Žiger, kustosica Muzeja moderne i suvremene umjetnosti u Rijeci, prof. Roberto Ascolese, maestro Ezio Farinelli i Pietro Piccoli. 
Tehniku kolaž-akvarela osmislila je tijekom studijskih putovanja Floridom i Aljaskom 1996. godine gdje je proučavala kulturu i umjetnost indijanskog plemena Tsimshian.  Za radove u toj tehnici 2002. godine dobila je nagradu predsjednika Talijanske Republike Carla Azeglija Ciampija na IX. međunarodnoj izložbi Europart i prvu nagradu Capitolium u Rimu. 
Njeni se radovi nalaze u privatnim i javnim zbirkama, muzejima, galerijama Europe, Australije i Amerike.
U Rijeci od 2018. godine vodi SKANI kreativni centar 50+ u kojem poučava slikanju osobe treće životne dobi. Razvila je metode slikanja koje omogućuju bavljenje slikarstvom svima koji su slabovidni, imaju ablaciju retine, tremor, artritis i druge zdravstvene tegobe.

## Samostalne i grupne izložbe
Izlagala je u
- Hrvatskoj (Biograd na Moru, Buje, Dubrovnik, Fažana, Gajnice, Grožnjan, Ilok, Kastav, Kostrena, Krasica, Lovran, Novigrad, Rijeka, Rovinj, Selce, Sv. Filip i Jakov, Vodnjan, Volosko, Zagreb, Žminj)
- Sloveniji (Piran, Semič)
- Italiji (Albano, Bari, Bologna, Brindisi, Cordignano, Foggia, Lecce, Manziana, Padova, Palinuro, Pisa, Rim, San Giovanni Reatino, San Quirino, San Valentino Torio, Taranto, Terminillo, Tricesimo, Trst, Valmontone, Venecija) te u
- Amsterdamu, Beču, Berlinu, Bruxellesu, Dublinu, Ibizi, Lisabonu, Londonu, Monte Carlu, Parizu.

## Nagrade
- 1995. Nagrada za dizajn namještaja, Ambienta, Zagreb
- 2001. i 2004. Posebna nagrada žirija publike na Međunarodnom natjecanju slikara Mandrać, Volosko
- 2002. Nagrada predsjednika Republike Italije na IX. međunarodnoj izložbi Europart, Rim
- 2002. Nagrada grada Valmontone
- 2002. Prva nagrada Capitolium, Rim
- 2002., 2003. Posebna pohvala na grupnoj izložbi Itart, Pisa
- 2002. Ex tempore i grupna izložba, posebno priznanje, Selce
- 2002. Prva nagrada grada San Valentino Torio, Salerno
- 2002. Ex tempore  Vele e Colori di Barcola, 15. mjesto, Trst
- 2002. Nagrada ex aequo na 13. slikarskom natječaju Piero della Valentina, Cordignano
- 2003., 2004. i 2005. Međunarodni likovni natječaj Oleum Olivarum, otkupna nagrada, Krasica
- 2003. Plaketa Capitolium, Rim
- 2003. jedanaesto mjesto na Međunarodnom natjecanju u slikarstvu, Galerija Poliedro, Trst
- 2003. četvrto mjesto na XIII. natječaju u novim tehnikama u slikarstvu,  Manziana
- 2004. Međunarodni slikarski Ex tempore Piran, otkupna nagrada
- 2004. Otkupna nagrada i 2. mjesto na natjecanju u akvarelu Pro Loco Cordignano
- 2005. Trofej Capitolium, Rim
- 2005. Nagrada Zaklade Federico II Hohenstaufen, Bari
- 2008. Nagrada ocjenjivačkog suda na 23. Međunarodnom natjecanju slikara Mandrać, Volosko
- 2008. Nagrada Galerije Poliedro za mali format, Trst

## Humanitarni rad
Uz volontiranje tijekom karantene zbog korone iz humanitarnog djelovanja gospođe Škrobonja može se, između ostalog, izdvojiti njezin angažman u Bedemu ljubavi (Pokret majki za mir), 1991. - 1992. godine, organiziranju humanitarnih aukcija međunarodne organizacije Rotary za pomoć djeci s Downovim sindromom 2007., za akciju Korak u život 2008. za stipendije djece bez roditelja ili odgovarajuće roditeljske skrbi, za Centar za rehabilitaciju Rijeka 2009. te 2012. za potrebite građane Liburnije.
Donacija humanitarnoj akciji prof. Bože Mimice i Marka Božića za štićenice Caritasova doma Sveta Ana.
Godine 2009. povodom dana volontera dodijeljena joj je zahvalnica Zaklade sveučilišta u Rijeci za rad s djecom oštećena vida, Osnovna škola Pećine, i sudjelovanje u izradi taktilne slikovnice.
U sklopu projekta Zaklade sveučilišta u Rijeci 2010. godine radila je s korisnicima prihvatilišta za beskućnike Ruža sv. Franje u Rijeci.
Godine 2011. u sklopu međunarodnog, EU projekta Comenius birds za talijansku manjinu drži predavanje na temu multikulturalnosti u Osnovnoj školi Dolac. 
Iduće godine predaje o temi masovna proizvodnja u sklopu projekta Sajam dobrote namijenjenog dječjoj onkologiji na Kantridi.
Sudjeluje u projektu Rijeka zdravi grad Odjela gradske uprave za zdravstvo i socijalnu skrb grada Rijeke 2012. radeći s djecom Osnovne škole Ivan Zajc. 
Volontira pri Matici umirovljenika grada Rijeke na kreativnim radionicama Korak po korak od 2015. do 2018.

## Vanjske poveznice
- Dokumentarni film Ania, YouTube
- Kako nastajemo, YouTube
- Izložba Skani 3000, YouYube